# کمربند عربی

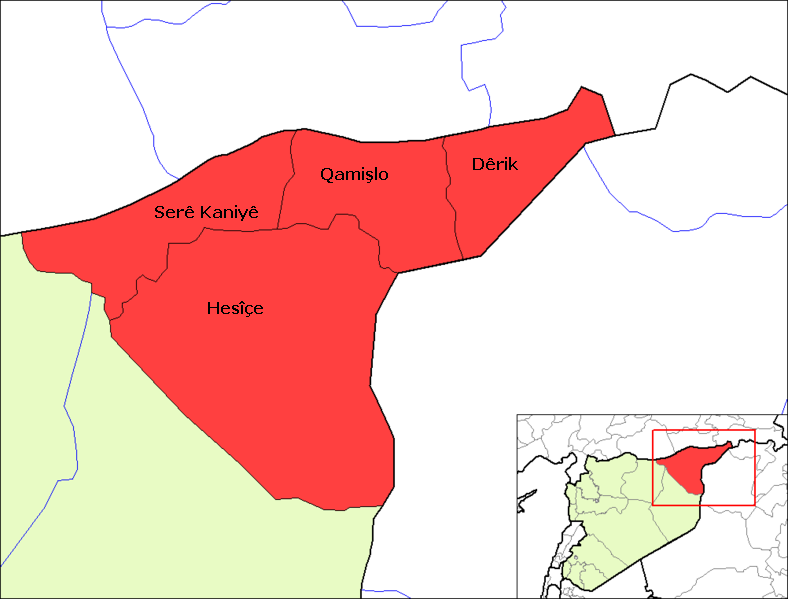
نمایی از نقشهٔ استان حسکه که بخش‌های این استان، بیشترین تأثیر را از این پروژه گرفته‌است. - ۲۰۰۷

کمربند عربی (به عربی: الحزام العربی، به کردی: که‌مبه‌را عه‌ره‌بی Kembera Erebî) پروژهٔ عرب‌سازی دولت بعث سوریه در شمال استان حسکه برای تغییر ترکیب جمعیت قومی در مناطق کردنشین به نفع اعراب است.

## برنامه‌ریزی
حزب بعث در سال ۱۹۶۳ در سوریه به قدرت رسید و در سال ۱۹۶۵ تصمیم به ساخت کمربند عربی به طول ۳۵۰ کیلومتر و به عرض ۱۰–۱۵ کیلومتر در امتداد مرز سوریه-ترکیه گرفت. این کمربند از مرز عراق در شرق تا سری‌کانی (به کردی: Serê Kaniyê) در غرب امتداد یافته‌است. پس از یک کودتا دیگر در حزب بعث، حافظ اسد موفق به بدست گرفتن رهبری در سوریه در سال ۱۹۷۰ شد و شروع به اجرای برنامه در سای ۱۹۷۳ کرد. نام برنامه به طور رسمی به «طرح تأسیس مزارع نمونهٔ دولتی در منطقهٔ جزیره» تغییر پیدا کرد.

## اجرا
۴۱ روستا عرب‌نشین در این دورهٔ زمانی ساخته شد و نام همهٔ روستاهای کردنشین منطقه به نام‌هایی عربی تغییر داده شد. در حدود ۴ هزار خانوادهٔ عرب از استان‌های رقه و حلب که به‌واسطهٔ ساخت سد طبقه خانه‌هایشان را از دست داده‌بودند به کردستان سوریه منتقل شده و در این روستاها سکنا داده‌شدند. این افراد مغمورین Maġmūrīn به معنای سیل‌زدگان نامیده شدند. در این مقیاس، در حدود ۲ میلیون هکتار از زمین‌های زیر کشت کردها از آن‌ها مصادره شده و به ساکنان جدید اعطا شد. بنا بر اصل طرح، ۱۴۰ هزار کرد نیز می‌بایست به جنوب کشور و نزدیک بیابان‌های الرعد دیپورت می‌شدند. اگرچه از روستاییان کرد سلب مالکیت شد، اما آن‌ها در برابر تبعید مقاومت کرده و خانه‌هایشان را تسلیم نکردند. حکومت مرکزی برخی از این روستاییان را خارجی خوانده و اجازهٔ داشتن مالکیت خانه‌هایشان یا تعمیر آن‌ها یا ساختن خانهٔ جدید را از آن‌ها سلب کرد.
| نام امروزی | نام کردی               | نام عربی‌شده | تعداد روستاهای عربی ساخته‌شده |
| ---------- | ---------------------- | ----------- | ---------------------------- |
| مالکیه     | دێرک Dêrik             | المالکیة    | ۸                            |
| قامشلی     | قامشلۆ Qamişlo         | القامشلی    | ۱۴                           |
| سری‌کانی    | سه‌رێ کانیێ Serê Kaniyê | رأس‌العین    | ۱۵                           |

## زمینه
مناطق کردنشینی که تحت تأثیر طرح کمرند عربی قرار گرفتند، مناطق نفت‌خیز و به لحاظ کشاورزی حاصلخیز بودند. تخمین زده شده که ۵۰ تا ۶۰ درصد چاه‌های نفت سوریه در منطقهٔ المالکیه وجود داشته‌باشد.